# Aloe bellatula
Aloe bellatula là một loài thực vật có hoa trong họ Măng tây. Loài này được Reynolds mô tả khoa học đầu tiên năm 1956.

## Hình ảnh

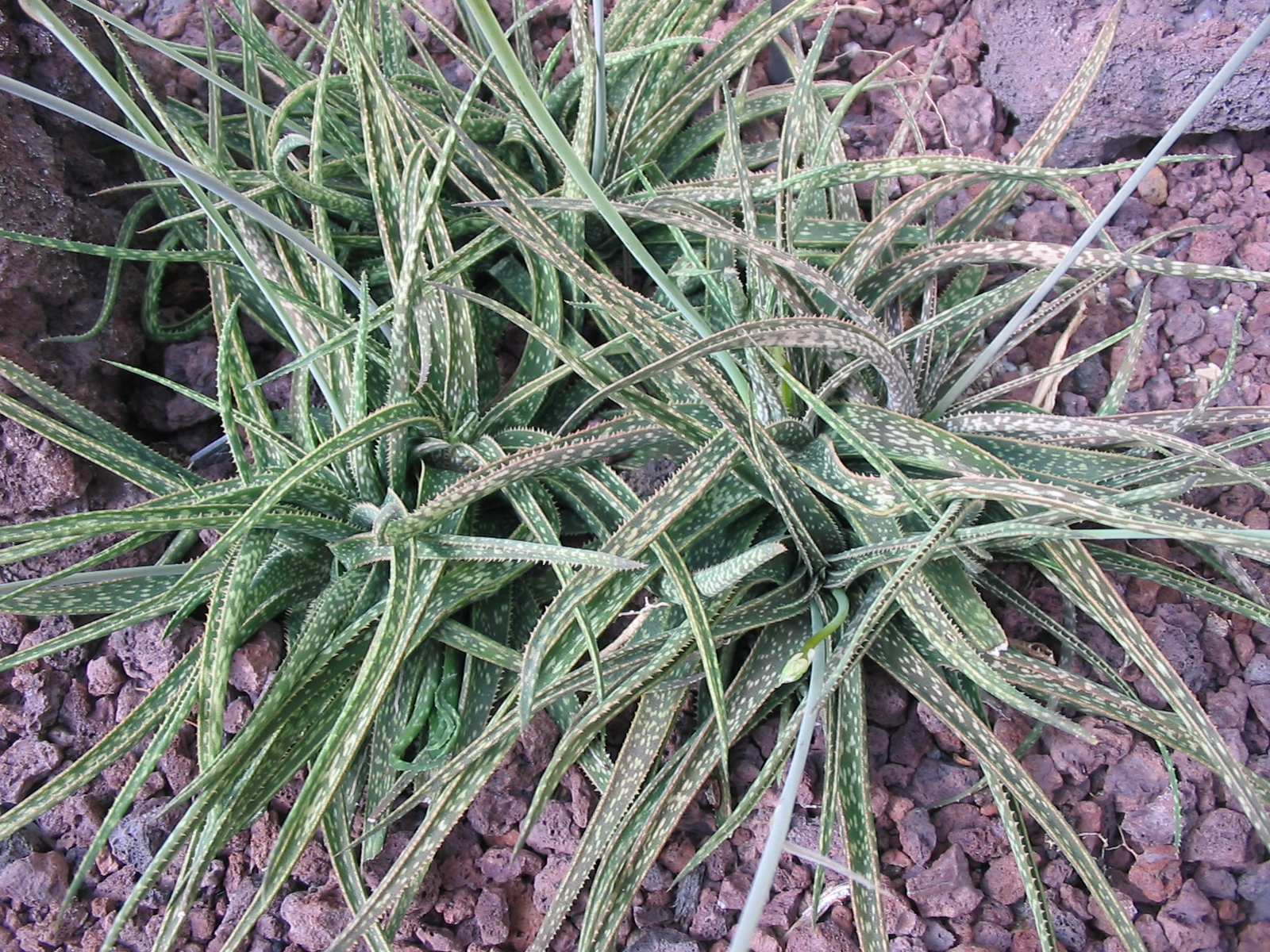
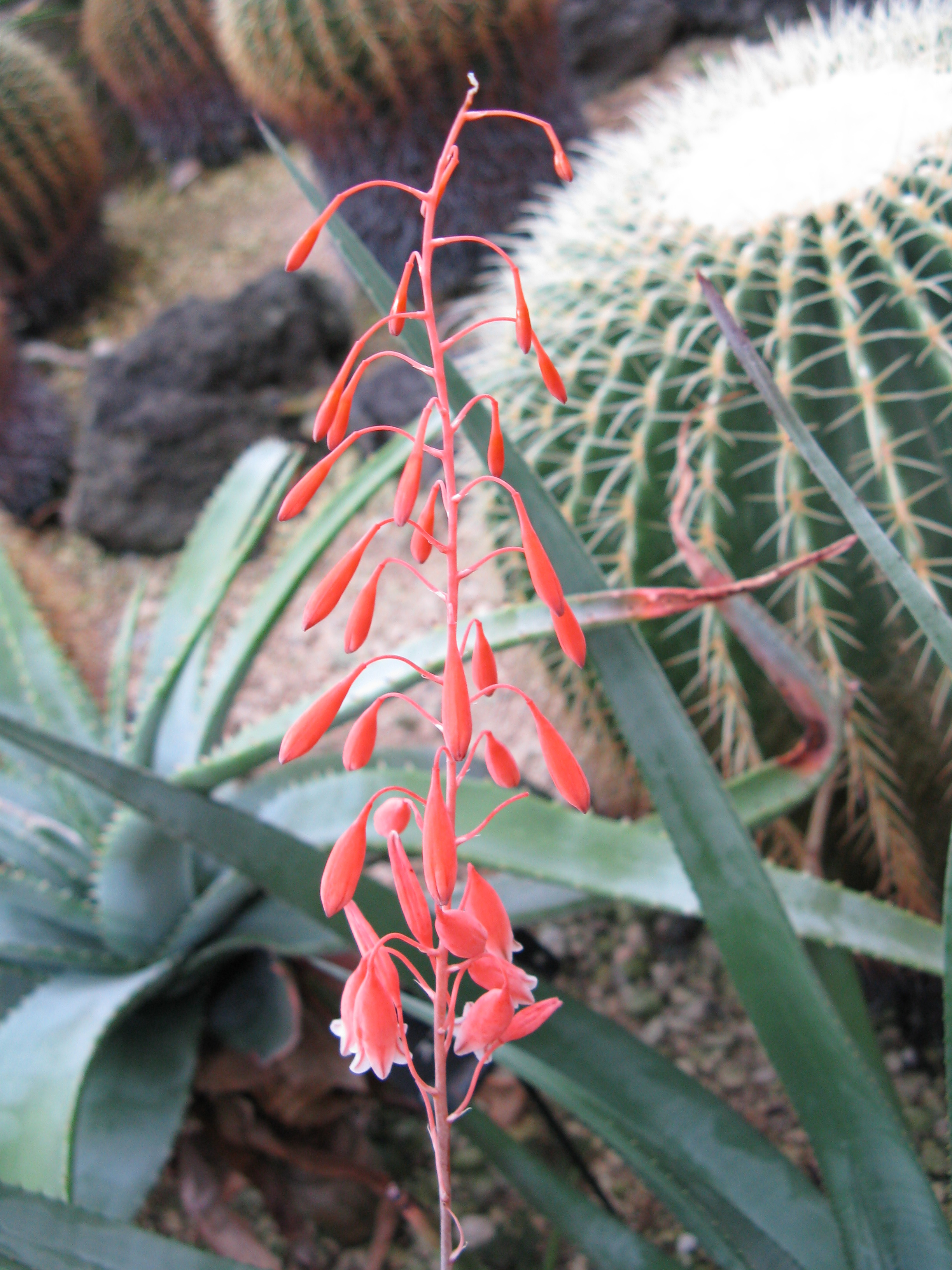
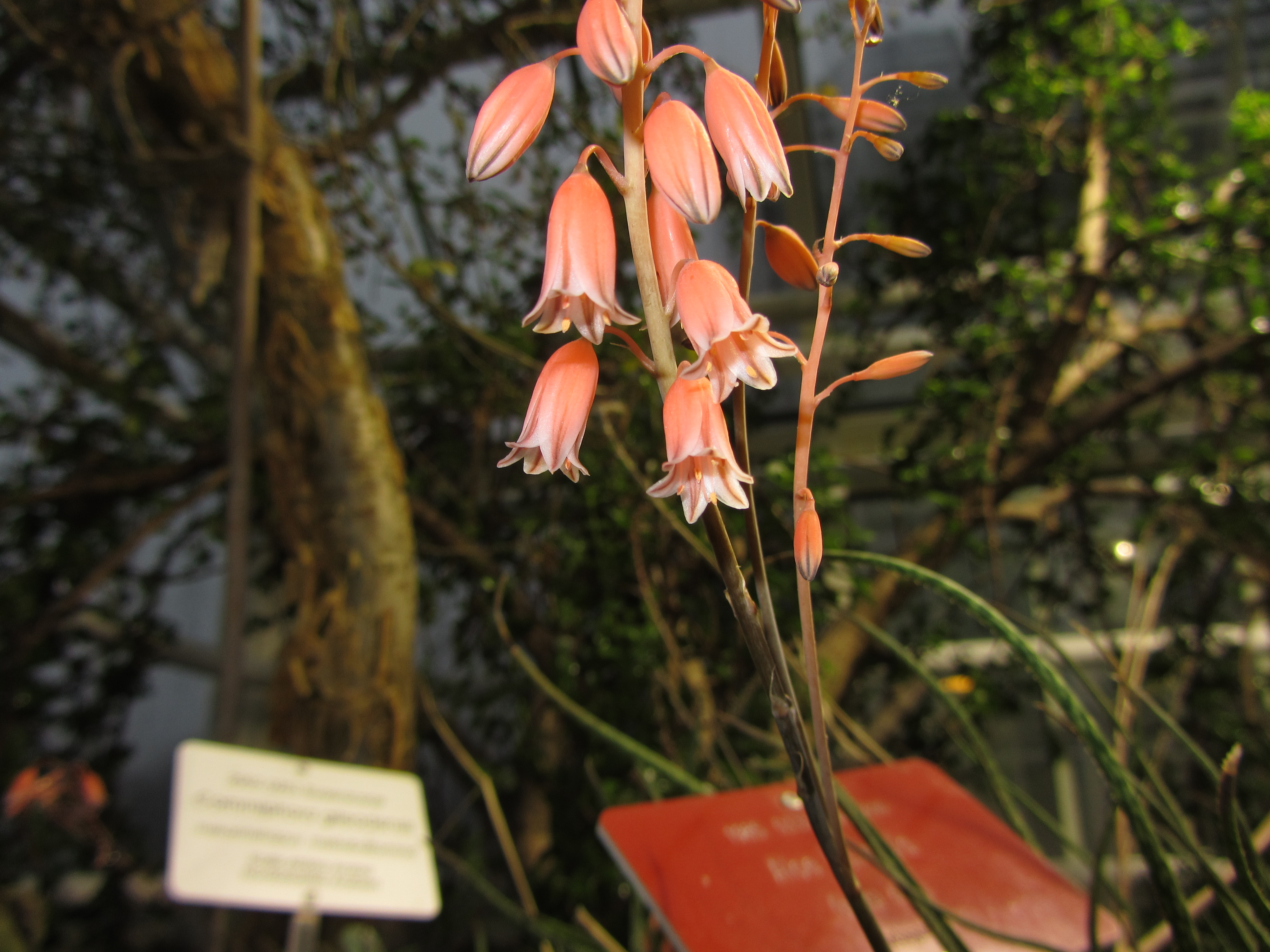
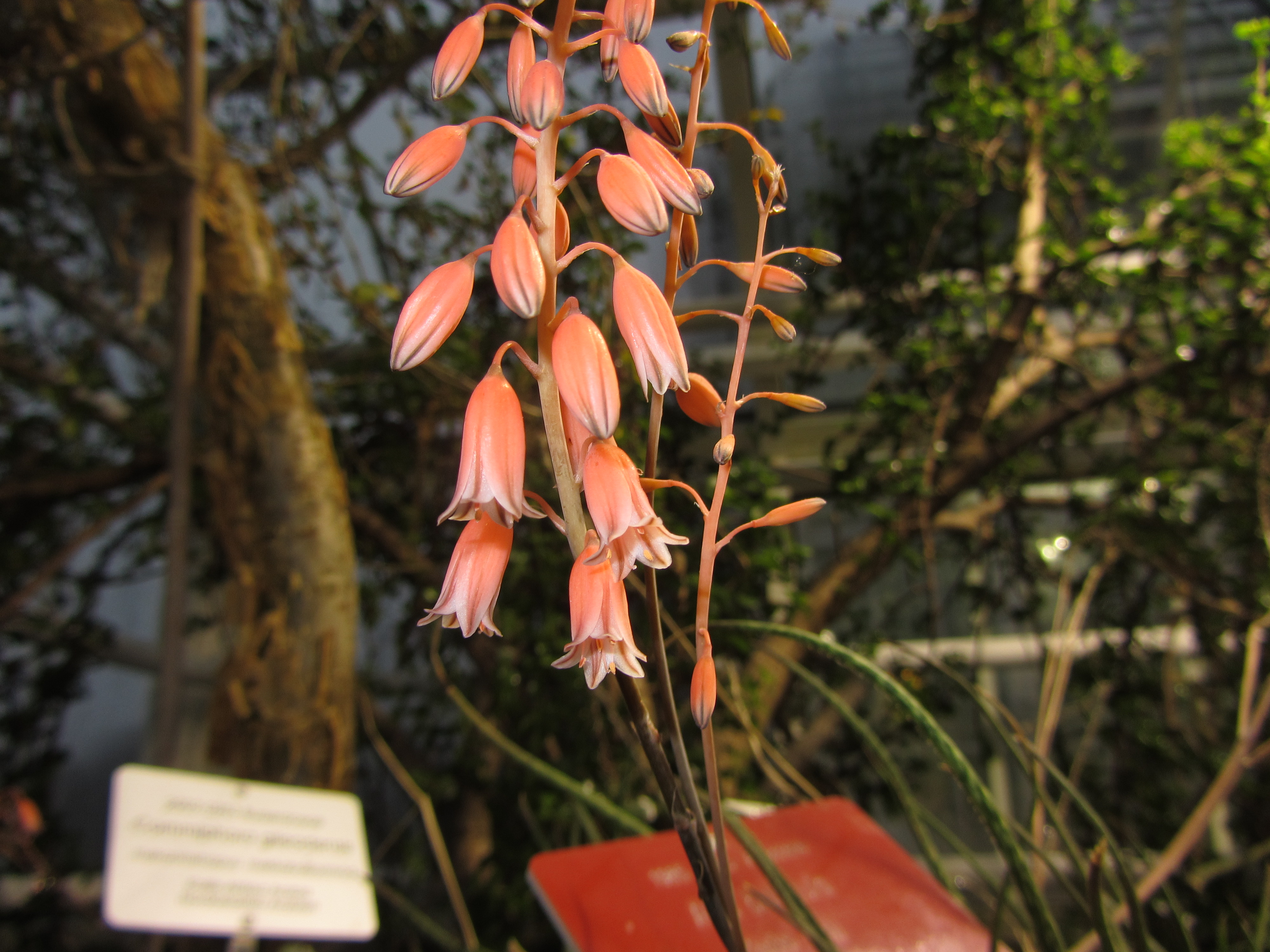